# Teatro romano di Ercolano

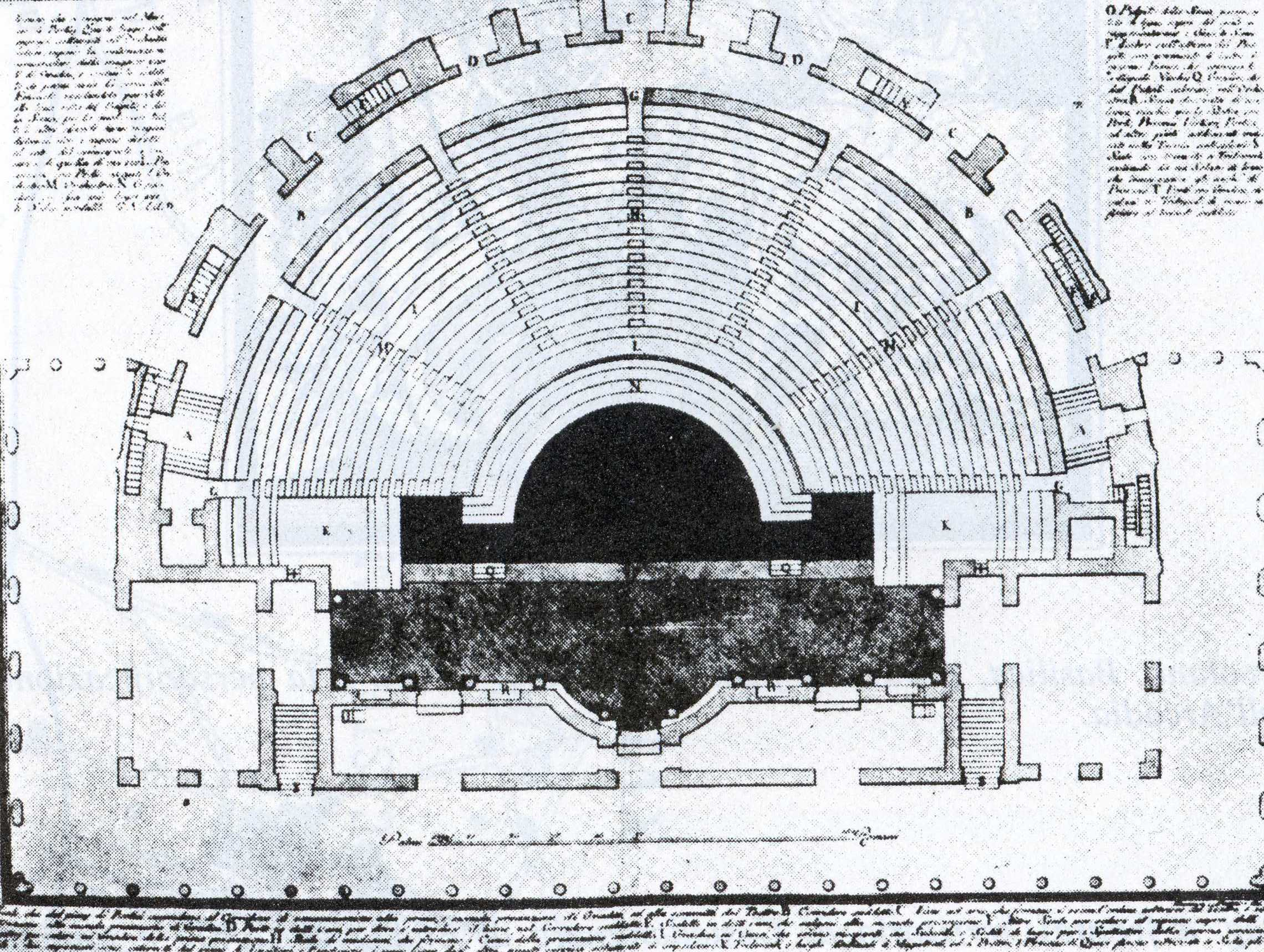
Pianta

Il Teatro romano di Ercolano è un teatro di epoca romana, sepolto durante l'eruzione del Vesuvio del 79 e ritrovato a seguito degli scavi archeologici dell'antica Ercolano: si tratta del primo edificio in assoluto ad essere scoperto non solo della città ercolanese, ma anche di tutti quei paesi che furono distrutti dall'eruzione del Vesuvio del 79.

## Storia

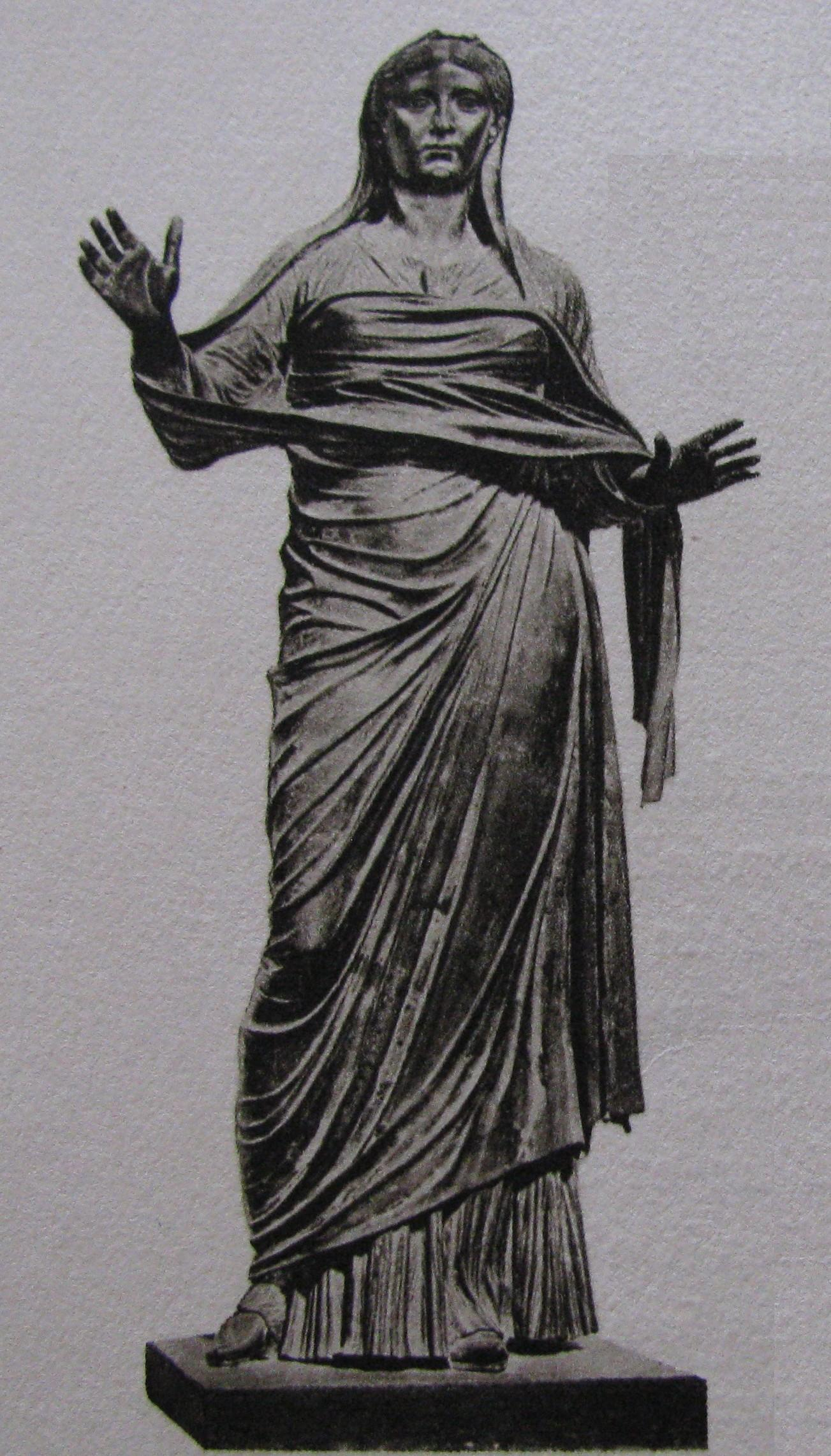
Statua di una matrona

Il Teatro di Ercolano venne costruito in un'area nei pressi del foro durante la prima fase dell'età augustea, per volere del duoviro Annius Mammianus Rufus, su progetto dell'architetto P. Numisius: poteva contenere circa duemilacinquecento persone ed al suo interno venivano interpretate commedie e satire. Subì sicuramente dei danni durante il terremoto di Pompei del 62, al quale seguirono lavori di restauro come testimoniato da alcuni inserti di mattoni e dal rifacimento di pitture in quarto stile; nel 79, durante l'eruzione del Vesuvio, venne ricoperto da una strato di ceneri, lapilli e fango, che solidificandosi produsse un solido strato di tufo, preservandolo nel tempo.
La sua scoperta avvenne nel 1710, quando per caso, un contadino, Ambrogio Nocerino, detto Enzechetta, intento a scavare un pozzo per irrigare il suo orto, rinvenne alcuni pezzi di marmo che vendette poi ad un artigiano di Napoli, il quale stava costruendo delle cappelle nelle chiese napoletane: Emanuele Maurizio d'Elboeuf, per il quale l'artigiano lavorava, venuto a conoscenza dei ritrovamenti, acquistò il pozzo e iniziò le indagini tramite cunicoli sotterranei. Esplorò il fronte della scena, il palcoscenico e i tribunalia: tuttavia poco dopo gli scavi furono interrotti per paura di crolli alle abitazioni circostanti ed il sito venne erroneamente riconosciuto come il Tempio di Giove; oltre a numerosi marmi, vennero ritrovate otto statue femminili ed una maschile, alcune conservate al museo di Dresda, altre nella Reggia di Portici ed una, la Flora, posta su una fontana all'interno dell'orto botanico, colonne in marmo africano, cipollino e giallo antico, un architrave inneggiante al console Claudius Pulcher e dolia in terracotta.
Nel 1738, durante la costruzione della Reggia di Portici, Roque Joaquín de Alcubierre, ingegnere del re Carlo III di Spagna, venne a conoscenza del cunicolo e dei suoi ritrovamenti: dopo aver incontrato qualche sterile difficoltà, ottenne il permesso per avviare delle nuove ricerche, rinvenendo anch'egli due statue, di cui una in bronzo, e pezzi di marmo; Marcello Venuti, un erudita del tempo, esaminando tutti i vari reperti, giunse alla conclusione che quella struttura fosse il Teatro e non il Tempio di Giove come inizialmente supposto. Iniziarono così le prime pubblicazioni e mappature del sito, prima con Karl Jakob Weber, che introdusse una tecnica di scavo ordinata e poi con Francesco La Vega, il quale riuscì a raggiungere il piano di calpestio in cocciopesto tramite l'utilizzo di una pompa idrovora; altri studi furono poi condotti all'inizio del XIX secolo da François Mazois, per poi vivere un periodo di lunga stasi, dovuto all'abbandono degli scavi nel sito di Ercolano. Nel 1847, l'architetto Antonio Niccolini propose di eliminare parte del banco tufaceo in modo tale da permettere almeno alla parte alta della scena di venire alla luce, ma tale proposta venne respinta, mentre nel 1865 venne restaurato l'ingresso per la discesa al teatro. Durante la seconda guerra mondiale fu utilizzato come rifugio antiaereo, mentre brevi campagne di indagine vennero svolte nel 1993 e tra il 1997 ed il 1998 per recuperare un'iscrizione dipinta e parte di una statua: il Teatro resta quindi ancora sepolto sotto la coltre di tufo e visitabile solo attraverso stretti cunicoli.

## Descrizione

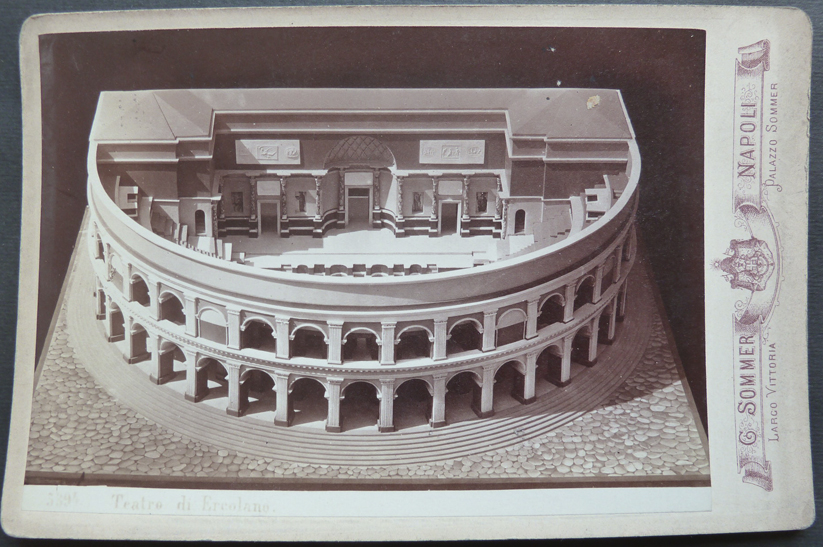
Plastico

L'accesso al Teatro è consentito tramite una sala, realizzata nel 1750 e poi risistemata nel 1849 per permettere un agevole ingresso ai visitatori: al suo interno sono custodite fotografie delle varie mappe dell'edificio ed un plastico del teatro realizzato nel 1808; dopo aver superato una rampa di scale si giunge ad un'altra sala dove sono esposti pezzi di marmo ritrovati durante gli scavi borbonici, tra cui un capitello in ordine corinzio ed uno ionico in tufo, un plinto e un tronco di colonna in marmo africano. Procedendo per un lungo corridoio si arriva ad un balcone sorretto da mensole in piperno, realizzato nel XVIII secolo, che si affaccia su un pozzo di luce e da cui si vede parte della gradinata della media cavea. Dopo aver percorso un'altra scalinata, si giunge alle prime strutture del teatro: questo è orientato da nord-est a sud ovest, interamente realizzato in opera reticolata e cementizia, eccetto la scena e la facciata esterna in laterizi ed è sostenuto da sette radiali uniti tramite delle volte; la cavea ha un diametro che varia dai cinquantaquattro ai quarantuno metri e la pavimentazione è in lavapesta e cocciopesto.

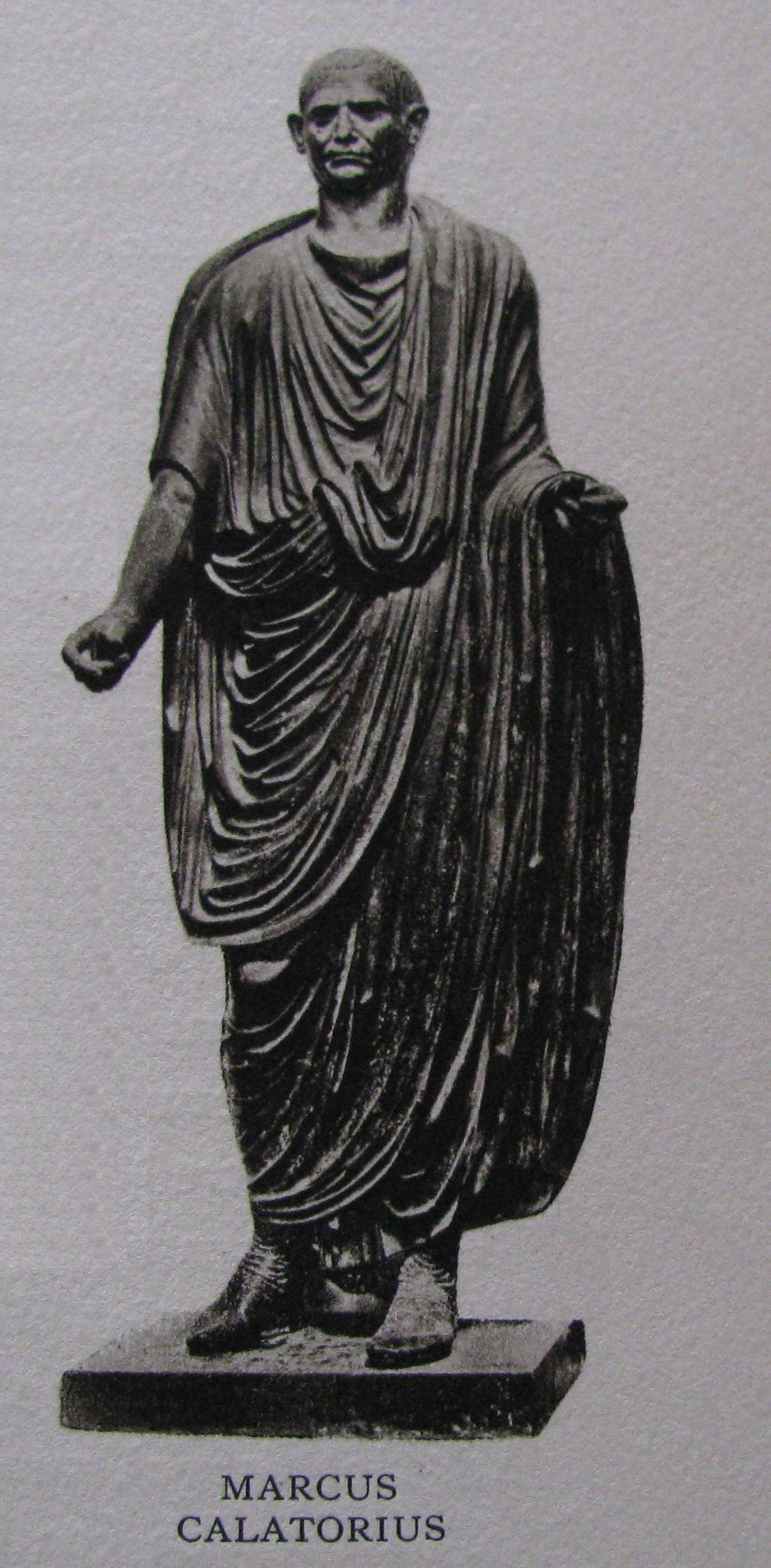
Statua di Marcus Calatorius Quartio

La facciata esterna presenta due ordini di archi a tutto sesto, per un totale di diciassette archi per piano, uguali lungo tutto l'emiciclo, poggianti su piedritti in laterizio: particolare è la decorazione della penultima arcata, con lesene, capitelli corinzi e cassettone decorato a stucco ed alla base sono presenti tre basi sulle quali erano poggiate statue di tre togati, di cui una conservata alla Reggia di Portici; tutta la facciata aveva uno zoccolo di colore rosso ed il restante in bianco. La summa cavea è composta da tre grandini, protetta da un parapetto in tufo e cadenzata da tre edicole a nicchia, originariamente rivestite in marmo, che ospitavano statue equestri in bronzo dorato, di cui vennero recuperati i frammenti, poi fusi per ricavarne monete con l'effigie di Carlo III: in particolare è ben conservata la nicchia centrale, incassata tra due colonne, realizzata in opera laterizia e stuccata in rosso. Una porta dalla summa cavea conduce ad uno dei tribunalia, pavimentato in marmo bianco e che conserva nei pressi dalla porta, le travi in legno carbonizzate: nelle sue vicinanze inoltre è stata rinvenuta la base di una statua di Marco Nonio Balbo e gli attacchi di un bisellio in bronzo. La media cavea comprende sedici file di sedili in tufo ed è divisa in sei settori tramite sette scalette: originariamente era completamente rivestita in marmo, asportato durante le esplorazioni borboniche e rifinita con una bordatura in marmo bianco, conservato in alcuni punti; su una parte di un muro perimetrale si nota un'intonacatura in rosso con l'abbozzo di un paesaggio alberato. Sette porte quindi permettono l'accesso alla galleria la quale è alta e larga circa due metri con volta a botte e realizzata in opera reticolata, intonacata in bianco: alle estremità sono presenti due rampe di scale mentre dal corridoio si accede a piccoli vani, alcuni ancora da esplorare, a forma trapezoidale, dalle varie funzioni, come accesso alla summa cavea oppure presentano resti di decorazioni pittoriche, soprattutto in primo stile. L'ima cavea, un tempo separata dalla media cavea tramite lastre di marmo, è costituita da quattro gradini, anch'essi ricoperti in marmo.
L'orchestra ha una forma semicircolare ed era pavimentata con lastre di marmo bianco e giallo antico, di cui rimangono poche tracce: vennero qui ritrovati due seggi in bronzo, dedicati a Balbus e Pulcher. Nei pressi del palcoscenico è il pulpitium, realizzato in mattoni e ricoperto in marmo, venne restaurato durante le esplorazioni borboniche da La Vega, il quale ben definì le parti rifatte da quelle originali: tuttavia non si ha una visione d'insieme di questa struttura a causa della costruzione di due pilastri voluti da Alcubierre per evitare crolli. La scena è in opera laterizia e si divide in due livelli con al centro una grossa esedra con la porta regia ed ai lati due porte hospitales; questa era interamente rivestita in marmo ed erano presenti colonne in marmo rosso, giallo antico, cipollino, alabastro ed africano: due colonne di quest'ultimo materiale sono visibili nella cappella della Reggia di Portici, mentre altre potrebbero essere state utilizzate, alterandone la loro forma originaria, nel Duomo e nella chiesa di San Gennaro all'Olmo a Napoli; sulla scena sono presenti due capitelli corinzi, resti dell'architrave e di una cornice a mensola e a cassettoni: da qui inoltre provengono statue femminili, tra cui le due Piccole e la Grande Ercolanense. Il fronte scena era caratterizzato da dieci colonne nelle quali si aprono tre porte e quattro nicchie a forma rettangolare, dove erano custodite altrettante statue, quattro torsi maschili in nudità eroica: le porte danno invece accesso ad una grossa stanza, utilizzata probabilmente come spogliatoio per gli attori; sulla scena si conservano affreschi in quarto stile sui quali spesso si ritrovano graffiti realizzati dagli spettatori. Alle spalle della scena corre un lungo corridoio di circa sette metri, con colonne laterizie in stucco bianco, poggiate su basi in tufo e pavimentato in terra battuta: questo veniva utilizzato dagli spettatori durante gli intervalli dello spettacolo; un altro corridoio sorge lungo il lato ovest con colonne in mattoni e due semicolonne che incorniciano l'ingresso alle parodoi. All'interno del teatro non sono stati ritrovati resti umani, eccetto delle ossa nei pressi di una scala della media cavea, forse appartenenti ad un operaio borbonico.